# Vignoc
Vignoc is een gemeente in het Franse departement Ille-et-Vilaine (regio Bretagne). De plaats maakt deel uit van het arrondissement Rennes. Vignoc telde op 1 januari 2022 2.290 inwoners.

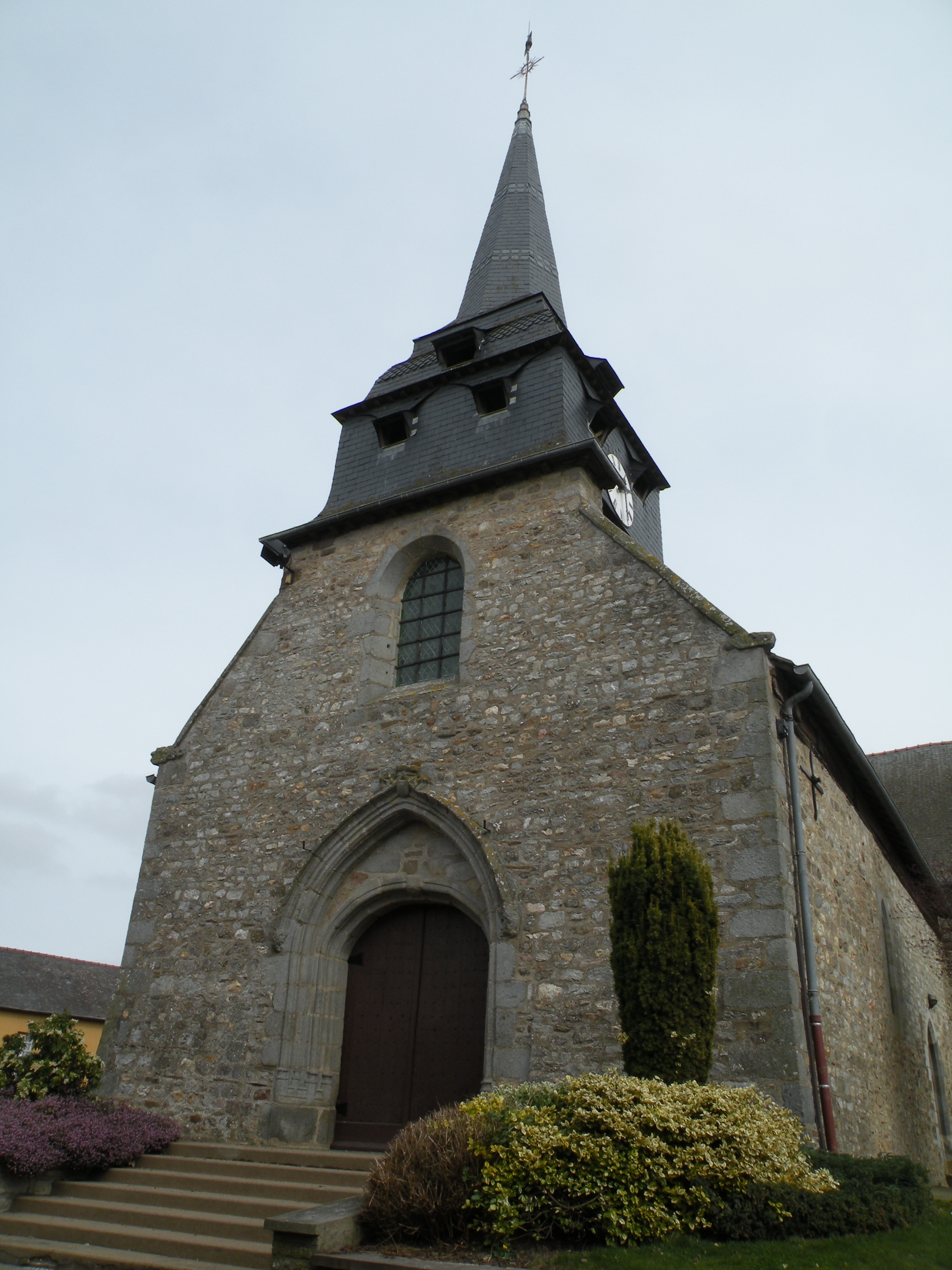
Kerk in Vignoc
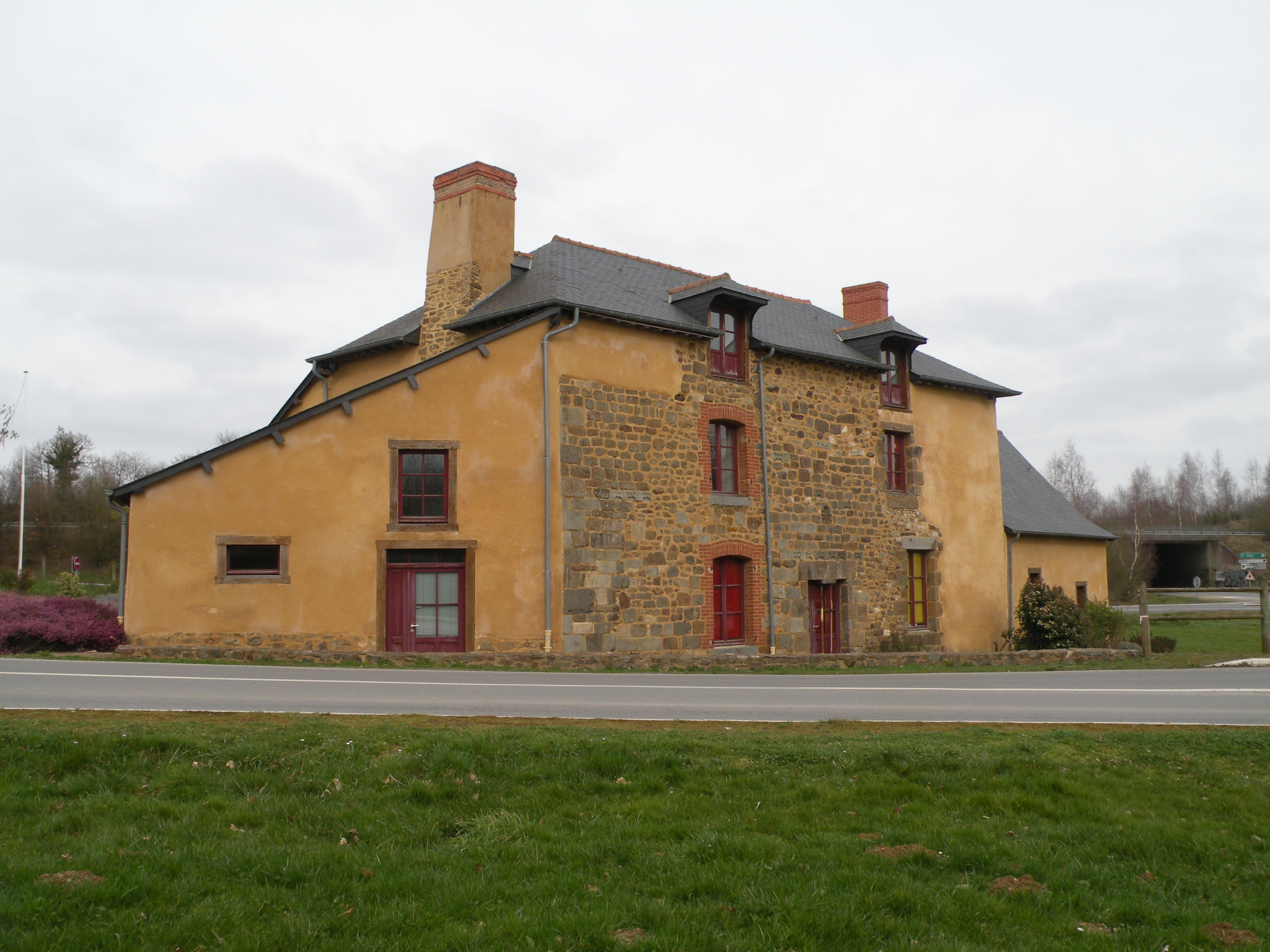
Vignoc

## Geografie
De oppervlakte van Vignoc bedroeg op 1 januari 2022 14,09 vierkante kilometer; de bevolkingsdichtheid was toen 162,5 inwoners per km².

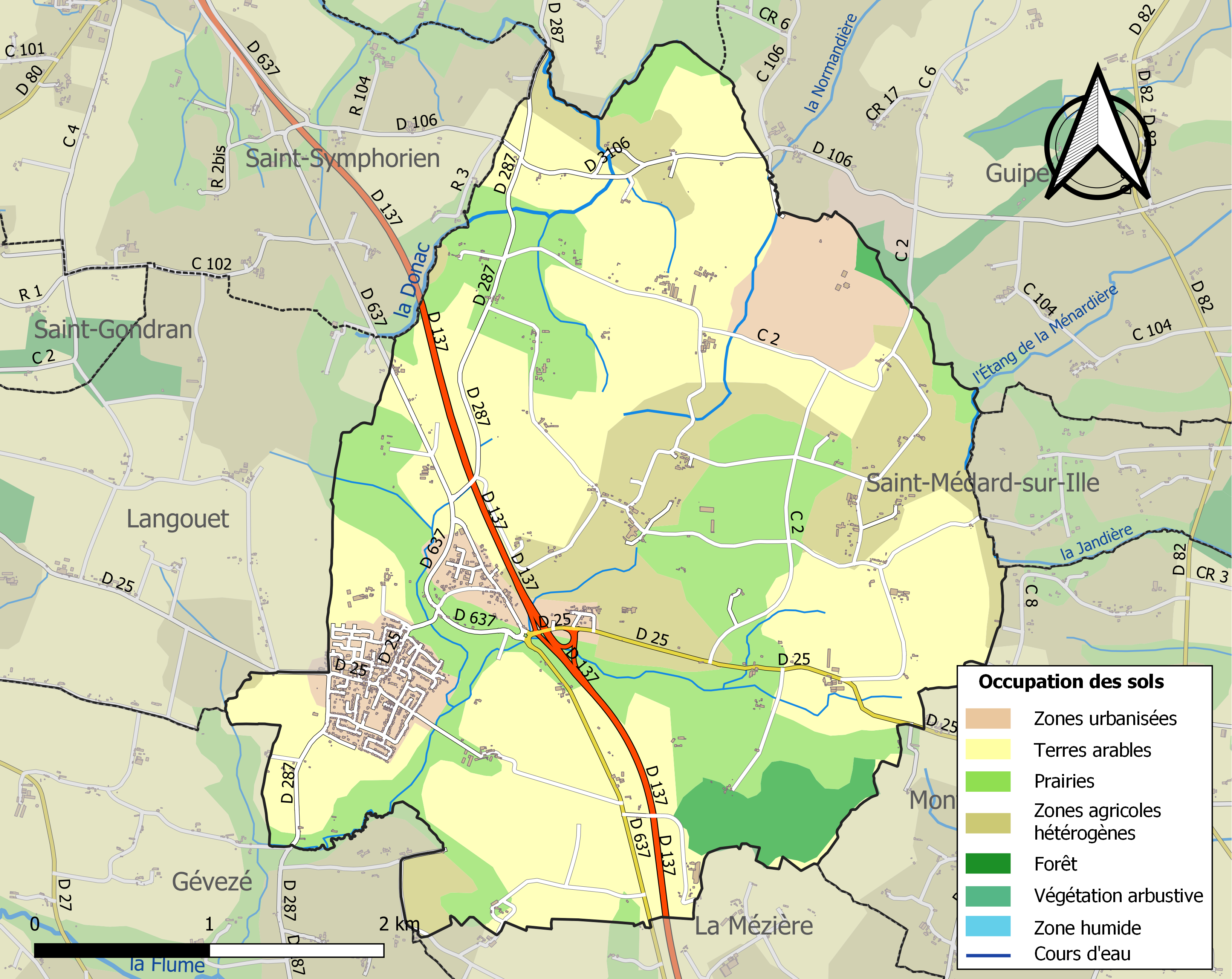
Kaart van de gemeente met belangrijkste infrastructuur, bodemgebruik en omliggende gemeenten

## Demografie
Onderstaande figuur toont het verloop van het inwonertal (bron: INSEE-tellingen).